# Bracon arcuatus
Bracon arcuatus är en stekelart som beskrevs av Thomson 1892. Bracon arcuatus ingår i släktet Bracon och familjen bracksteklar. Arten är reproducerande i Sverige. Inga underarter finns listade.